# Carlo Little
Carl O’Neil Little (* 17. Dezember 1938 in Sudbury, Middlesex, England; † 6. August 2005 in Cleadon, Tyne and Wear, England) war ein britischer Rock-’n’-Roll-Schlagzeuger. Er wirkte in den 1960er Jahren unter seinem Künstlernamen Carlo Little in einer Vielzahl wegbereitender britischer Rockgruppen.

## Karriere
Während des Zweiten Weltkrieges wurde Little zusammen mit seiner Schwester vorübergehend aus dem Großraum London nach Cardiff evakuiert. Nach dem Wegfall der Bedrohung durch Luftangriffe besuchte er Schulen in Sudbury und Wembley. Nach dem Ende der Schulzeit arbeitete er als Kraftfahrer. Die Musik von Frankie Laine, Ted Heath und Chris Barber beeinflusste ihn. Ein Auftritt von Lonnie Donegan 1954 inspirierte ihn, Schlagzeuger zu werden. Seine ersten Auftritte absolvierte er 1958 mit einer lokalen Band namens Rhythm Katz. Während seiner Militärzeit von 1958 bis 1960 bei den Royal Fusiliers diente er als Hornist und Trommler. Aufgrund seiner musikalischen Fähigkeiten wurde er zum Bataillonstrommler ernannt.
Er gehörte zur Urbesetzung der Cyril Davies’ All Stars und absolvierte Auftritte mit den frühen Rolling Stones. Das Angebot, festes Rolling-Stones-Mitglied zu werden, schlug er zugunsten seines Engagements bei der gut eingeführten Cyril-Davies-Band aus. Er vermittelte den Rolling Stones stattdessen den Schlagzeuger Charlie Watts.
Nach einer Auseinandersetzung mit dem impulsiven Davies verließ Little dessen Band und wurde Mitglied der Begleitband des Sängers Screaming Lord Sutch, The Savages. Dabei wirkte er bei verschiedenen Aufnahmen mit, die als Singles erschienen. Diese erzielten aber trotz der hohen Bekanntheit der Band keine nennenswerten Verkaufszahlen. Er erteilte Keith Moon Schlagzeugunterricht.
In den 1960er Jahren arbeitete Little mit mehreren prominenten Musikern und Bands zusammen, neben den Savages auch mit Long John Baldrys Hoochie Coochie Men, Buddy Britten and the Regents, Neil Christian and the Crusaders und The Flower Pot Men.
1968 heiratete er Iris King. Nach der Eheschließung war er auf ein regelmäßiges Einkommen angewiesen, gab seine Karriere als Berufsmusiker auf und wandte sich der Lebensmittelbranche zu. Er eröffnete Lebensmittelgeschäfte und arbeitete als Lebensmittellieferant. Als Schlagzeuger trat er nur noch gelegentlich auf. Er spielte mit Freddie Fingers Lee, Dave Wendels und Stuart Colman in einer Band namens Hurricane, trat als Tourschlagzeuger mit B. B. King, Carl Perkins und Rosco Gordon auf. In den 1980er Jahren spielte er in einer Band namens Florida Sun, die Songs von Ronnie Harwood interpretierte. Die daraus resultierenden Aufnahmen erlangten jedoch keinen hohen Bekanntheitsgrad. In den 1990er Jahren betrieb er in Wembley mehrere Hamburger- und Hotdog-Geschäfte.
1998 kam wieder ein Kontakt mit den Rolling Stones zustande. Er blieb der Band freundschaftlich verbunden, obwohl ihre Musik ihn nicht besonders begeisterte.
1999 stellte Little die Band Carlo Little All-Stars zusammen. Sie bestand neben ihm aus Rick Brown, Geraint Watkins, Alex Chanter und Eddie Armer. Im Jahr 2000 begann sie mit Studioaufnahmen für das Album Keep on Rockin’, das jedoch erst 2009, nach Littles Tod, erschien. An dem Album wirkten Ron Wood, Art Wood, Long John Baldry und das Gesangsduo Chanter Sisters mit.
Little erlag 2005 einem Krebsleiden. Er hinterließ seine Frau und die gemeinsamen Töchter Giselle und Emma.

## Rezeption
Little wurde als einer der ersten bedeutenden britischen Rock'n'Roll-Musiker eingeschätzt, obwohl er selbst nie den Bekanntheitsgrad seiner jüngeren Nachfolger erreichte.

## Alben
- Carlo Little Allstars: Keep On Rockin‘ (2009)